# Чардахі
Чардахі (груз. ჩარდახი) — село в Грузії.
Розташоване на висоті 600 метрів над рівнем моря.  За переписом населення 2014 року населення села становить 700 осіб.